# Mellicta parthenie
Mellicta parthenie är en fjärilsart som beskrevs av Moritz Balthasar Borkhausen 1788. Mellicta parthenie ingår i släktet Mellicta och familjen praktfjärilar. Inga underarter finns listade i Catalogue of Life.